# Acció Catalana Republicana
Acció Catalana Republicana (en español: Acción Catalana Republicana, abreviado ACR) fue un partido político de Cataluña, de ideología nacionalista catalana y republicana, creado en marzo de 1931 al fusionarse Acció Catalana y Acció Republicana de Catalunya. En algunas localidades catalanas adoptó el nombre de Centre Catalanista Republicà. Desde su fundación hasta 1933 adoptó el nombre de Partit Catalanista Republicà.

## Historia
Estaba integrado especialmente por intelectuales, personalidades de profesiones liberales y clase media. En las elecciones municipales del 12 de abril de 1931 no aceptó formar coalición con el nuevo partido Esquerra Republicana de Catalunya y fue derrotado. Proclamada la República Catalana el 14 de abril, un representante del partido, Manuel Carrasco Formiguera, formó parte del gobierno provisional de Cataluña. Otro dirigente del partido, Luis Nicolau d'Olwer, formó parte como Ministro de Economía del gobierno provisional de la Segunda República Española. 
El partido participó activamente en la elaboración y la aprobación del Estatuto de Cataluña de 1932. Tuvo representantes en las Cortes de la República y en el Parlamento de Cataluña. Con motivo de la aprobación del artículo 26 de la constitución republicana española, algunos dirigentes y militantes lo abandonaron, entre ellos Jaume Bofill. 
El partido tuvo representación en el gobierno de la Generalidad presidida por Lluís Companys que el 6 de octubre de 1934 proclamó el Estat Català de la República Federal Espanyola. Formó parte también del Front d'Esquerres en las elecciones del 16 de febrero de 1936. 
Durante la Guerra civil española, de 1936 a 1939, se mantuvo junto al régimen republicano. Tuvo representación en el Comité Central de Milicias Antifascistas de Cataluña y participó en algunos de los gobiernos de coalición de la Generalidad de Cataluña. 
Después de la guerra se reconstruyó en el exilio, defendiendo la vigencia del Estatuto de Autonomía de Cataluña de 1932, lo que se oponía frontalmente al independentismo propugnado por el Consell Nacional de Catalunya y las Comunidades Catalanas. Pere Bosch Gimpera formó parte de la delegación de la Generalidad de Cataluña en México, presentada públicamente a principios de 1943, a la que el president Josep Irla le concedió el rango de gobierno catalán en el exilio. En noviembre de 1943 ACR formó parte de la Junta Española de Liberación, también con Bosch Gimpera como representante.
Entre los miembros más destacados del partido se pueden citar a Claudi Ametlla o Joaquim de Camps.
La lista oficial de candidatos a las elecciones municipales de 1931 en Barcelona fue la siguiente:  Martí Esteva i Guau (abogado), Marià Iglesies d'Abadal (abogado), Lluís G. Nogués i Gurri (médico), Vicents Bernades i Biusà (periodista), Pere Salisachs i Jane (industrIal y comerciante), Joan B. Santinyà i Bragulat (médico), Rafel Batlle de Miquelerena (médico), Joan A. Maragall i Noble (comerciante), Josep Barvey i Prats (abogado), Francesc Camps i Margarit (comerciante), David Ferrer i Vallès (industrial y comerciante), Antoni López-Llausàs (editor), Bartomeu Amigó i Ferreras (comerciante), Baldiri Rahola i Llorens (abogado), Ramon Sarsanedas i Oriol (industrIal), Amadeu Vives i Roig (mestre oomposltor), Estanislau Duran i Reynals (abogado) Marius Gifreda i Morros (publicista), Pere Mas i Oliver (médico), Joan Colominas i Palá (industrial), Francesc Esteller i Pujal (profesor), Odón Hurtado i Martí (abogado), Josep Tomàs i Piera (abogado), Claudi Ametlla i Coll (publicista), Manuel Raventos j Bordoy (abogado y economista), Santiago Vivancos i Ferrés (médico), Ferran Boter i Maurí (catedrático y abogado), Manuel Carrasco i Formiguera (abogado), Francesc Massanet i Alemany (obrero), Jaume Mestres i Fossas (arquitecto), Josep Cuartecases i Trinchant (industrial), Josep Torrens i Gros (industrial) y Ricard Vives i Ballvé (músico).